# Talahong Pao
Talahong Pao (kinesiska: 他拉红泡) är en sjö i Kina. Den ligger i provinsen Heilongjiang, i den nordöstra delen av landet, omkring 220 kilometer nordväst om provinshuvudstaden Harbin. Talahong Pao ligger 136 meter över havet. Arean är 438 kvadratkilometer. Trakten runt Talahong Pao består i huvudsak av gräsmarker. Den sträcker sig 45,7 kilometer i nord-sydlig riktning, och 25,9 kilometer i öst-västlig riktning.
Genomsnittlig årsnederbörd är 733 millimeter. Den regnigaste månaden är juli, med i genomsnitt 197 mm nederbörd, och den torraste är januari, med 4 mm nederbörd.